# (100642) 1997 VV4
(100642) 1997 VV4 es un asteroide perteneciente al cinturón de asteroides descubierto el 4 de noviembre de 1997 por Yoshisada Shimizu y el también astrónomo Takeshi Urata desde el Observatorio de Nachikatsuura, Wakayama, Japón.

## Designación y nombre
Designado provisionalmente como 1997 VV4.

## Características orbitales
1997 VV4 está situado a una distancia media del Sol de 2,584 ua, pudiendo alejarse hasta 3,167 ua y acercarse hasta 2,001 ua. Su excentricidad es 0,225 y la inclinación orbital 2,087 grados. Emplea 1517,51 días en completar una órbita alrededor del Sol.

## Características físicas
La magnitud absoluta de 1997 VV4 es 15,4. 